# Callionymus hildae
Callionymus hildae, tên thông thường là cá đàn lia Hilde, là một loài cá biển thuộc chi Callionymus trong họ Cá đàn lia. Loài này được mô tả lần đầu tiên vào năm 1981.

## Danh pháp khoa học
Loài cá này được đặt theo tên của Hildegard Handermann do niềm hứng thú của bà đối với công việc nghiên cứu của ông Ronald Fricke.

## Phân bố và môi trường sống
C. hildae có phạm vi phân bố ở Tây Thái Bình Dương. Loài này chỉ được biết đến tại vịnh Manila, Philippines. C. hildae sống trên đáy cát, được tìm thấy ở độ sâu từ 18 đến 28 m.

## Mô tả
Chiều dài tối đa được ghi nhận ở C. hildae là khoảng 6,6 cm. C. hildae là loài dị hình giới tính: vây lưng thứ nhất của cá đực vươn cao hơn của cá mái, và đuôi cá đực cũng dài hơn của cá mái, màu sắc vây lưng thứ nhất và vây hậu môn của hai giới cũng khác nhau. Màu sắc của các mẫu tiêu bản (đã được ngâm trong rượu) có màu nâu sẫm; trừ nửa dưới của thân và đầu gần như màu trắng. Ngực màu nâu. Xung quanh ổ mắt có các vệt nâu đen. Gốc vây ngực có một đốm lớn sẫm màu. Hai bên cơ thể có một hàng các đốm màu nâu sẫm. Mắt màu xám đen. Vây lưng thứ nhất của cá đực màu nâu sẫm, có các sọc đen; của cá mái là màu đen trơn. Vây lưng thứ hai ở cá mái trong suốt; có vệt sọc đối với cá đực. Vây hậu môn trong suốt ở cá đực, có sọc xiên màu đen; ở cá mái có đốm trên mỗi màng vây. Rìa dưới của vây đuôi màu đen. Vây ngực không màu. Vây bụng có viền ngoài màu đen. Đuôi tròn, có các hàng đốm nâu.
Số gai ở vây lưng: 4; Số tia vây mềm ở vây lưng: 10; Số gai ở vây hậu môn: 0; Số tia vây mềm ở vây hậu môn: 9; Số tia vây mềm ở vây ngực: 17 - 19; Số gai ở vây bụng: 1; Số tia vây mềm ở vây bụng: 5.